# Utrikespolitiska studentföreningen vid Linköpings Universitet
Utrikespolitiska Studentföreningen vid Linköpings universitet (UF Linköping) är en partipolitiskt och religiöst obunden ideell förening vid Linköpings universitet som syftar till att belysa och öka intresset för utrikespolitiska, internationella och globala frågor. Föreningen grundades år 2000 och arrangerar regelbundna föredrag och debattkvällar. Föreningen hade kring 700 medlemmar år 2010.
Föreningen som sådan har ingen aktiv opinionsbildande funktion och tar således inte ställning i politiska frågor. Föreningen verkar som ett forum för utrikespolitik med avsikt att rymma en bred politisk uppfattning kring ämnet. Ämnet utrikespolitik är ett vagt begrepp och innefattar i bland annat; fred och säkerhet, internationell samverkan, utvecklingsfrågor, demokrati, biståndsarbete, internationell ekonomi, mänskliga rättigheter, miljöfrågor och mycket annat.

## Utrikespolitiska förbundet Sverige
UF Linköping är medlem i Utrikespolitiska förbundet Sverige UFS, som är ett nationellt förbund för samtliga utrikespolitiska föreningar i Sverige.

## Uppmärksammade föreläsningar
En del av föreningens inbjudningar till mer kontroversiella talare och ämnen har uppmärksammats även utanför Linköpings universitet. Konstnären Lars Vilks besökte november 2007 föreningen och diskuterade rondellhundar. I februari 2009 besökte den dåvarande Israeliska ambassadören Benny Dagan föreningen under det rådande kriget i Libanon. I maj 2009 var Ahmed Rami, grundaren av Radio Islam och dömd för yttrandefrihetsbrott, inbjuden och debatterade om yttrandefrihet. Föreningen kritiserades i riksmedia för denna inbjudan. I februari 2010 besökte Sverigedemokraternas partiledare Jimmie Åkesson föreningen och talade om partiets utrikespolitik. Besöket möttes av kritiska och demonstrerande studenter.

## Utpost.nu
UF Linköping driver sedan 2006 den utrikespolitiska webbtidningen Utpost.nu . Tidningen drevs gemensamt med Umeå mellan 2008 och 2013.  I november 2009 användes en av Utpost.nu intervjuer som underlag till en artikel i Expressen angående ambassadör Bengt Sparres insats i fallet Dawit Isaak.

## UF Linköping i populärkulturen
Det sista kapitlet i Niklas Orrenius debattbok Jag är inte rabiat. Jag äter pizza - En bok om Sverigedemokraterna bygger på den föreläsning Jimmie Åkesson höll hos föreningen den 17 februari 2010 på vilken Sverigedemokraterna för första gången presenterade sin utrikespolitik.

## Föreläsare (i urval)
- Hans Corell
- Lars Ohly
- Cecilia Malmström
- Carl Bildt
- Björn von Sydow
- Gudrun Schyman
- Fredrik Reinfeldt
- Per Gahrton
- Andreas Carlgren
- Ingvar Carlsson
- Gunilla Carlsson
- Lars Vilks
- Per Westerberg
- Bo Lundgren
- Anna Lindh
- Hans Blix
- Jimmie Åkesson

## Utrikespolitiska föreningen i Linköping
Utrikespolitiska föreningen i Linköping är en annan förening i Linköping, grundad 1968  - med hemsida: uflinkoping.se

## Fotnoter
1. ↑  "UF Linköpings hemsida" ”Arkiverade kopian”. Arkiverad från originalet den 24 november 2010. https://web.archive.org/web/20101124233510/http://www.uflinkoping.org/web/page.aspx?pageid=39008. Läst 22 april 2010.
2. ↑  "Östgöta Corren" Fortfarande är det liv i rondellhunden
3. ↑  "Borås Tidning" http://www.bt.se/nyheter/tt_inrikes/nytt-tumult-kring-israels-ambassador(1133412).gm Arkiverad 8 mars 2014 hämtat från the Wayback Machine.
4. ↑  "Östgöta Corren" http://www.corren.se/asikter/ledare/?articleId=4849871
5. ↑  "DN Ledare" http://www.dn.se/ledare/huvudledare/hall-rasismen-kort-1.871310
6. ↑  "Svenska Dagbladet" http://www.svd.se/nyheter/inrikes/ahmed-rami-inbjuden-till-debatt-om-yttrandefrihet_2935013.svd
7. ↑  "Studio Ett i Sveriges Radio" http://sverigesradio.se/webbradio/webbradio.asp?type=db&Id=1765063&BroadcastDate=&IsBlock=
8. ↑  "Östgöta Corren" http://www.corren.se/ostergotland/linkoping/?articleId=5113195&date=&menuids= Arkiverad 21 februari 2010 hämtat från the Wayback Machine.
9. ↑  "Expressen" ”Arkiverade kopian”. Arkiverad från originalet den 20 januari 2010. https://web.archive.org/web/20100120044915/http://www.expressen.se/Nyheter/freedawit/1.1780754/bengt-sparre-regimen-visste-inte-om-att-dawit-frigavs. Läst 22 april 2010.
10. ↑  "Svenska Dagbladet" http://www.svd.se/nyheter/politik/ur-niklas-orrenius-bok-om-sverigedemokraterna_4454963.svd